# Ilusión de retraso visual

Efecto de la ilusión de retraso visual. Cuando un estímulo visual se mueve a lo largo de una trayectoria continua, puede verse antes de su posición verídica con respecto a un evento impredecible, como un destello puntual. Esta ilusión nos dice algo importante sobre el sistema visual: a diferencia de las computadoras clásicas, la actividad neuronal viaja a una velocidad relativamente lenta. Se acepta ampliamente que los retrasos resultantes causan este desfase espacial percibido del destello. Sin embargo, después de varias décadas de debates, no hay consenso sobre los mecanismos subyacentes.

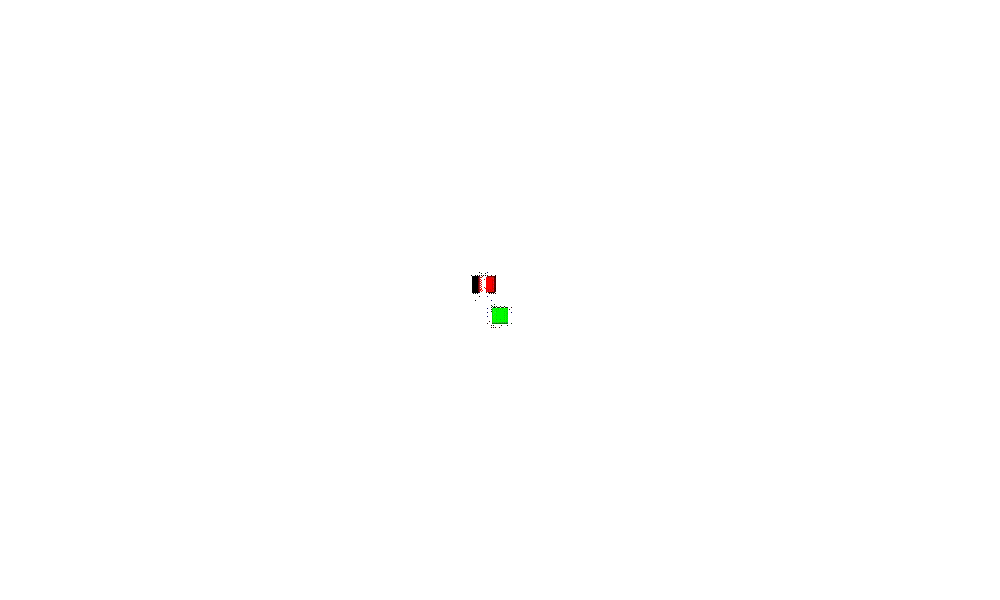
La fotografía fija que muestra el destello verde (fotograma 073, fondo negro omitido).

La ilusión de retraso visual o efecto de destello es una ilusión óptica en la que dos conjuntos de puntos, uno estacionario y que aparece por un momento muy breve (un destello) y el otro en movimiento, trazando prácticamente una línea, que aparecen en la misma ubicación se perciben como desplazados uno del otro.

## Explicaciones
En la literatura sobre neurociencia se han explorado varias explicaciones para la ilusión.

### Extrapolación de movimiento
La primera explicación propuesta para el efecto es que el sistema visual es predictivo y tiene en cuenta los retrasos neuronales extrapolando la trayectoria de un estímulo en movimiento hacia el futuro. En otras palabras, cuando la luz de un objeto en movimiento llega a la retina, se requiere una cierta cantidad de tiempo antes de que el objeto sea percibido. En ese tiempo, este se ha movido a una nueva ubicación en el espacio. La hipótesis de extrapolación del movimiento afirma que el sistema visual se encargará de dichos retrasos extrapolando la posición de los objetos en movimiento hacia adelante en el tiempo.

### Diferencia de latencia
Una segunda explicación propuesta es que el sistema visual procesa los objetos en movimiento más rápidamente que los objetos reflejados. Esta hipótesis de diferencia de latencia afirma que, en el momento en que se procesa el objeto destellado, el objeto en movimiento ya se ha movido a una nueva posición. La propuesta de la diferencia de latencia se basa tácitamente en el supuesto de que la conciencia (lo que el sujeto informa) es un fenómeno en línea, que surge tan pronto como un estímulo alcanza su «punto final perceptivo».

### Integración de movimiento y postdicción
Los investigadores Eagleman y Sejnowski propusieron una tercera alternativa: la conciencia visual no es predictiva ni en línea, sino que es postdictiva, de modo que la percepción atribuida al momento del destello es una función de eventos que suceden en los ~80 ms posteriores al destello. Este marco postdictivo es consistente con los hallazgos en otros campos, como el enmascaramiento hacia atrás en la psicofísica visual (Bachmann, 1994) o el fenómeno del color phi. En el enmascaramiento regresivo, un estímulo seguido en rápida sucesión por un segundo estímulo puede bloquear o modificar la percepción del primero. En el fenómeno del color phi, dos puntos de colores presentados secuencialmente dentro de un tiempo y una distancia pequeños parecerán haber cambiado de color en el medio de su trayectoria aparente. Dado que el espectador no puede saber cuál será el color del segundo punto hasta que lo haya visto, la única explicación es que la percepción consciente atribuida a la «trayectoria» de los puntos se forma después de que el segundo punto haya «llegado» a su destino. Eagleman y Sejnowski descubrieron que la percepción atribuida al momento del destello depende de los sucesos que ocurren en los siguientes ~80 ms después de este. De esta manera, establecieron una correspondencia entre el efecto de retraso visual y el efecto Fröhlich, en el que se percibe erróneamente la primera posición de un objeto en movimiento que entra en una ventana.
Un estudio reciente intenta conciliar estos diferentes enfoques al abordar la percepción como un mecanismo de inferencia que pretende describir lo que está sucediendo en el momento presente. En particular, podría ampliar la hipótesis de extrapolación del movimiento ponderando esta predicción por la precisión de la información actual. De esta forma, la posición corregida del objetivo en movimiento se calcula combinando el flujo sensorial con la representación interna de la trayectoria, ambos existentes en forma de distribuciones de probabilidad. Manipular la trayectoria es cambiar la precisión y por lo tanto el peso relativo de estas dos informaciones cuando se combinan de forma óptima para saber dónde se encuentra un objeto en el momento actual. Para un objeto que se mueve de manera predecible, la red neuronal puede inferir su posición más probable teniendo en cuenta este tiempo de procesamiento. En el caso del destello, sin embargo, esta predicción no se puede confirmar porque su aparición es impredecible. Así, mientras que los dos objetivos están alineados en la retina en el momento del destello, la posición del objeto en movimiento es anticipada por el cerebro para compensar el tiempo de procesamiento: es este tratamiento diferenciado el que causa el efecto de retraso visual. Además, esto también podría explicar fenómenos relacionados como la inversión del movimiento.